# Monserrat Gil Torne
Monserrat Gil Torne (9 décembre 1966 - ) est une femme politique andorrane.

## Biographie
Elle est membre du  Parti des démocrates pour Andorre. En fait, elle en est l'alliée par le biais de l'Union Laurédianne, parti limité à sa paroisse, San Julia de Lauria, mais très proche de la nouvelle majorité
Elle est ministre de la santé, du bien-être social et de la famille. De 2001 à 2005, elle est secrétaire d'état au bien-être.
Élue maire de Sant-Julià-de-Lorià le 4 décembre 2011